# Harden (cràter)
Harden és un petit cràter d'impacte lunar que es troba en la part oriental de la plana emmurallada del cràter Mendeléiev. Es localitza en la cara oculta de la Lluna, per la qual cosa no és visible des de la Terra.
El cràter és circular, en forma de bol i amb una albedoa una mica més alta que la del terreny circumdant, però manca de la faldilla de materials ejectats més brillants que posseeixen molts altres impactes recents. La vora i l'interior no han estat pràcticament erosionats, i manca de cràters importants produïts per impactes posteriors. Al sud-est d'aquest cràter, cobrint la vora de Mendeléiev, apareix el gran cràter Schuster.

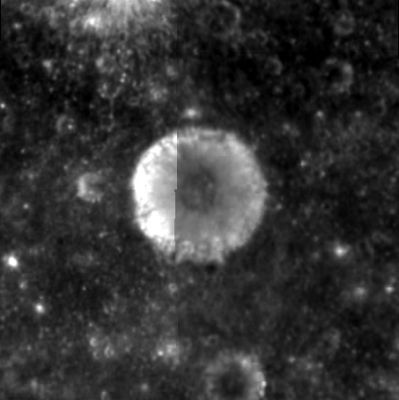
Fotografia de la missió Clementine (1994)

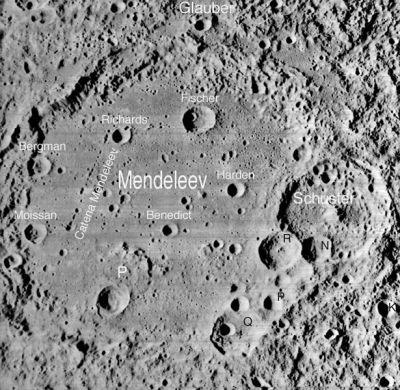
Localització de Harden LRO